# Treštenica Donja
Treštenica Donja je naselje v občini Banovići, Bosna in Hercegovina. 

## Deli naselja
Galamići, Golići, Selomići in Treštenica Donja.

## Prebivalstvo
| Pregled števila prebivalcev po letih | Pregled števila prebivalcev po letih | Pregled števila prebivalcev po letih | Pregled števila prebivalcev po letih | Pregled števila prebivalcev po letih | Pregled števila prebivalcev po letih |
| ------------------------------------ | ------------------------------------ | ------------------------------------ | ------------------------------------ | ------------------------------------ | ------------------------------------ |
| 1948                                 | 1953                                 | 1961                                 | 1971                                 | 1981                                 | 1991                                 |
| -                                    | -                                    | -                                    | 799                                  | 842                                  | 905                                  |

| Narodna sestava prebivalstva po letih                                                                                       | Narodna sestava prebivalstva po letih                                                                                       | Narodna sestava prebivalstva po letih                                                                                       |
| --- | --- | --- |
| 1971 | 1981 | 1991 |
| . skupaj: 799 Muslimani 780 (97,62 %) Srbi 13 (1,62 %) Hrvati 2 (0,25 %) Jugoslovani 2 (0,25 %) drugi in neznano 2 (0,25 %) | . skupaj: 842 Muslimani 804 (95,48 %) Srbi 7 (0,83 %) Hrvati 0 (0,00 %) Jugoslovani 23 (2,73 %) drugi in neznano 8 (0,95 %) | . skupaj: 905 Muslimani 885 (97,79 %) Srbi 4 (0,44 %) Hrvati 0 (0,00 %) Jugoslovani 6 (0,66 %) drugi in neznano 10 (1,10 %) |